# Palazzo di Valfonda

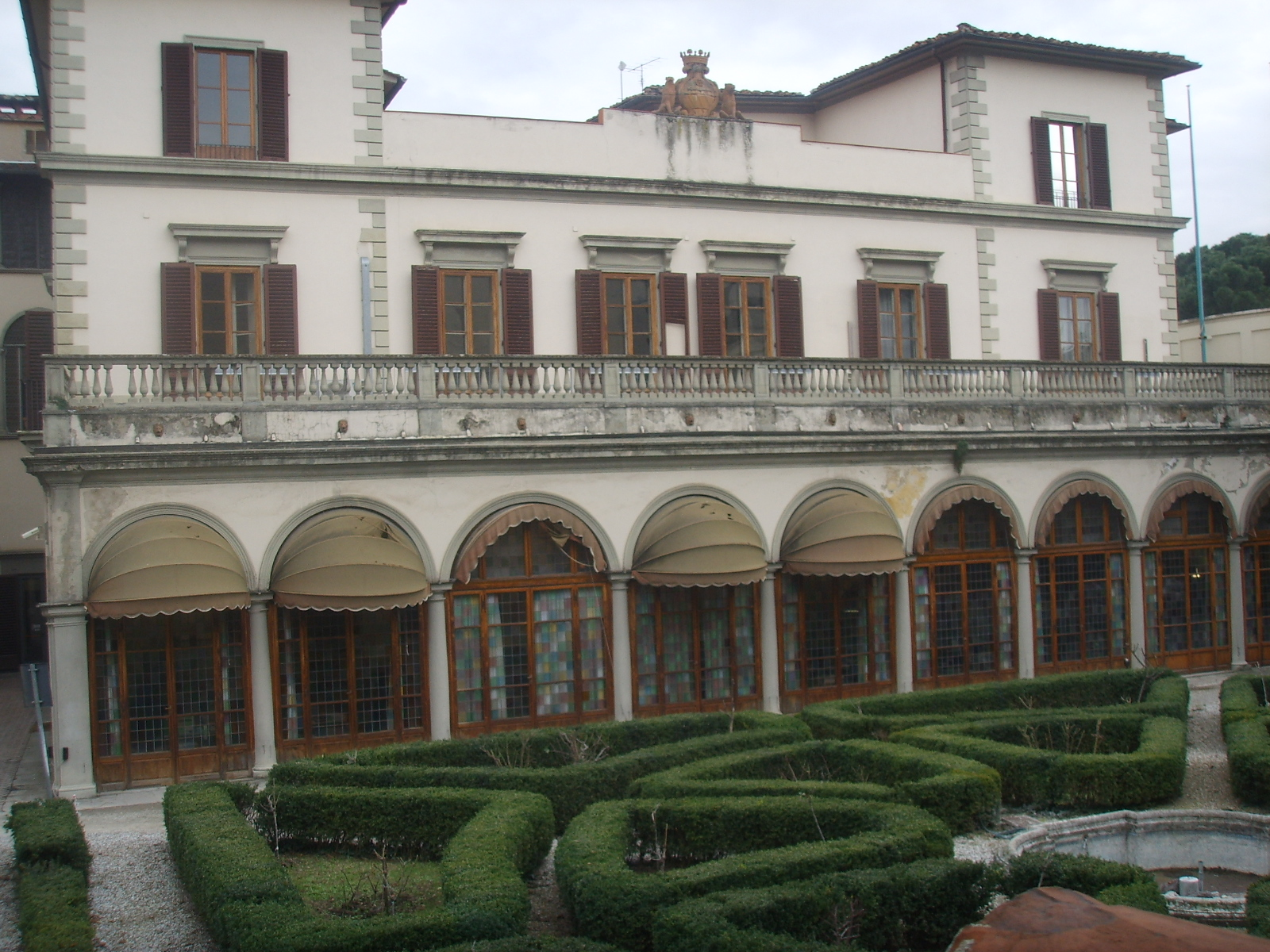
Fachada traseira do Palazzo di Valfonda com os restos do jardim.

O Palazzo di Valfonda, antigamente também chamado de Palazzo di Gualfonda, é um palácio de Florença que se encontra no nº 9 da homónima Via di Valfonda. Estende-se em redor dos binários da Estação Ferroviária de Santa Maria Novella e em tempos possuía um magnífico jardim, entre os mais belos de Florença, depois destruído para dar espaço à estação.

## História

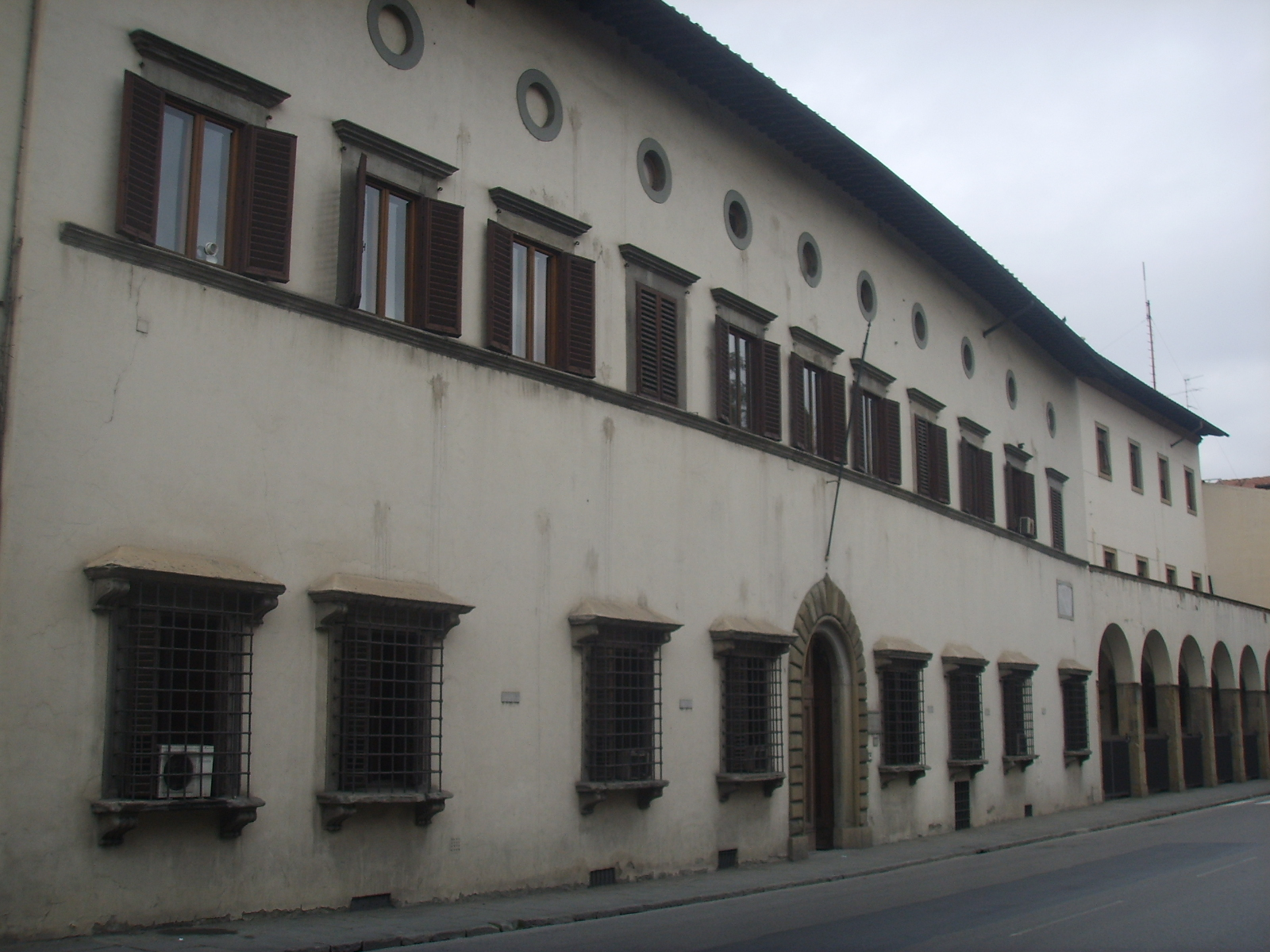
Fachada do palácio virada para a Via Valfonda.

O palácio foi edificado para a família Bartolini-Salimbeni, por volta de 1520, provavelmente por Baccio d'Agnolo, arquitecto já empregado no outro palácio da família, o Palazzo Bartolini Salimbeni da Via Tornabuoni. No embelezamento do palácio contribuíram, igualmente, vários outros artistas de primeiro plano, como Benedetto da Rovezzano, Andrea Sansovino e Giovanni della Robbia, que dotaram a residência dum notável conjunto escultório.
O grande jardim estendia-se por uma área que, a partir da Via Valfonda, chegava às muralhas de Florença e à Fortezza da Basso, e depois até à Via della Scala roçando os Orti Oricellari e os Orti di Santa Maria Novella.
Em 1558, o palácio foi aduirido por Chiappino Vitelli o Jovem, capitão de Ventura nominado cabo das milícias toscanas por Cosme I de Médici. Em seguida, o palácio passou para os Riccardi, família de ricos banqueiros de origem germânica, que encarregaram Gherardo Silvani de reestruturar e ampliar o edifício.

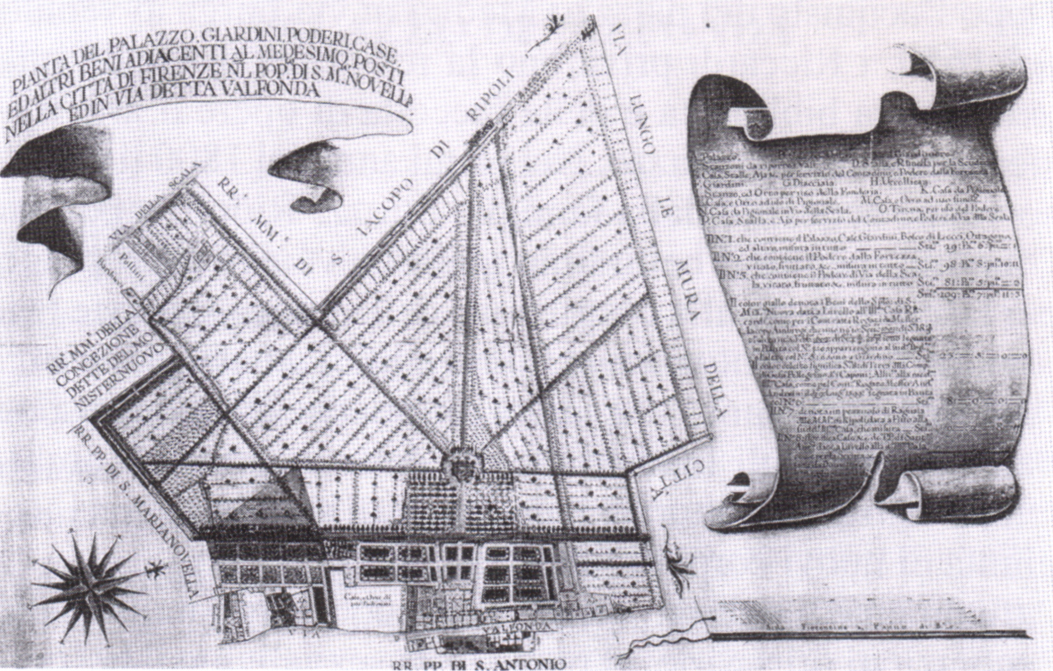
A antiga planta do jardim numa gravura do século XIX.

Entre as numerosas festas e recepções que se realizaram em tempos neste luogo di delizie (lugar de delícias) recordam-se os festejos de 1600 por ocasião da partida para as bodas de Maria de Médici, destinada ao futuro rei Henrique IV de França. Foram, então, organizadas torneios com cavaleiros armados à antiga, cortegos de músicos e cantores e pagens que levavam cestas de prata recheadas com frutas cristalizadas para oferecer aos convidados.
Entre os hóspedes ilustres que visitaram o palácio, cintam-se eruditos, poetas, artistas e escritores. Os Riccardi eram grandes mecenas e coleccionadores de antiguidades e de livros raros. Quando, em 1659, adquiriram o Palazzo Medici na Via Larga, levaram consigo todas as suas preciosas colecções.
No início do século XIX, o edifício foi aduirido por um Strozzi-Ridolfi e, depois, pelos Giuntini. Em meados desse século, o belíssimo jardim foi expropriado para dar espaço à nova Estação Maria Antonia e aos edifício anexos.
Nos finais da década de 1930, o palácio foi adquirido pela União dos Industriais, que encarregaram o arquitecto Gherardo Bosio de reconstruir e ampliar algumas partes do edifício.

## Arquitectura

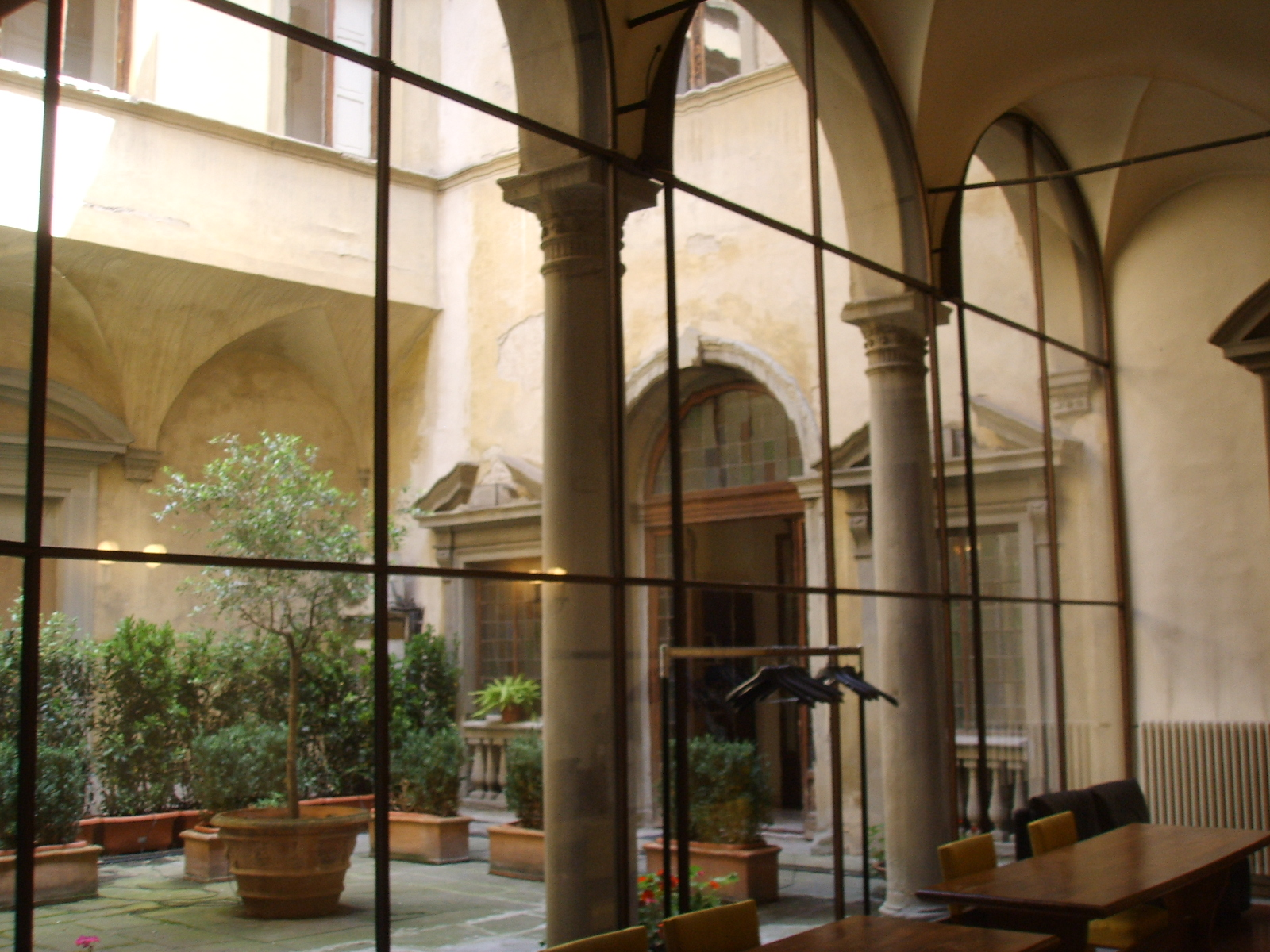
O pátio interno.

O palácio, hoje, tem uma frontaria um pouco rústica e relativamente simples na Via Valfonda, típico dos Casini (plural de Casino), ou seja, villas de cidade caracterizadas por terem apenas dois pisos e pelo facto de serem circundadas por amplos jardins.
A frontaria é composta por uma longa fachada com um portal ao centro, decorado apenas pelo perfil do colmeado saliente, e uma fila de janelas em ambos os lados. No piso superior, uma outra fila de janelas arquitravadas corre ao longo duma cornija marca-piso, encimada cada uma por um óculo do último piso de serviço. À esquerda estende-se um antigo loggiato.
A frontaria posterior, aquela que dava para o jardim, é mais interessante e apresenta dois corpos laterais realçados, enquanto a parte central é coroada por um grande brasão. No jardim estendia-se uma grande loggia, hoje fechada por vidraças, que fazia de ligação entre o interior e o exterior. Também o pátio interno quinhentista está hoje fechado por vidraças.

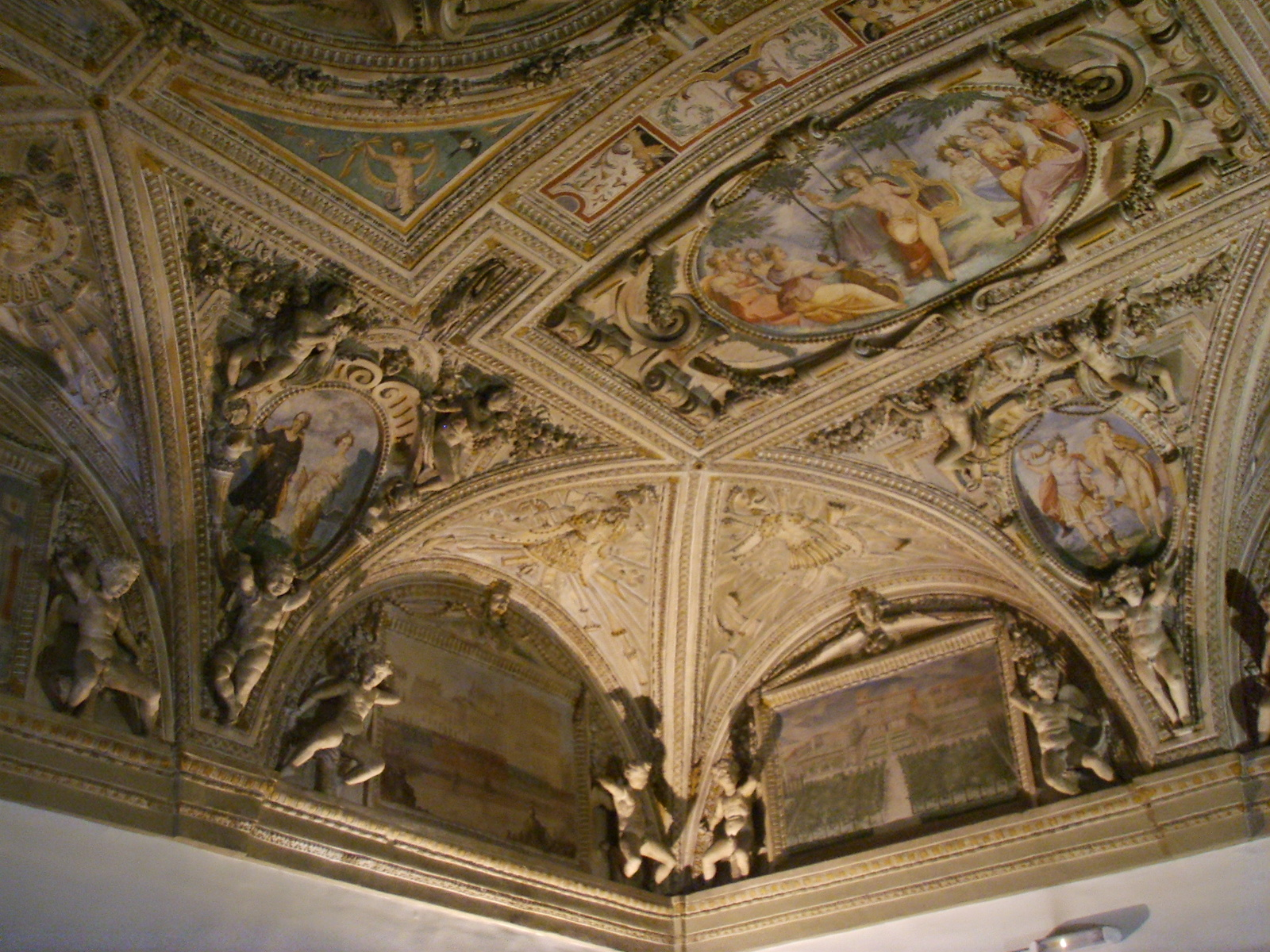
Detalhe da Sala dos Estuques.

No piso térreo, que neste género de construções fazia de andar nobre (piano nobile), estando predisposto como residência da família senhorial, ainda se encontram algumas salas com as decorações originais, como a Sala dos Estuques (sala degli Stucchi), com lunetas pintadas por Jacopo Chiavistelli com cenas de festas nas villas dos Riccardi, em particular aquela organizada pela partida de Maria de Médici para França. Nas lunetas, os Riccardi mandaram inserir pinturas das suas propriedades vistas de cima, uma técnica conhecida como a volo d'uccello ("em voo de pássaro"), segundo uma moda tipicamente seiscentista.
Numa das salas do piso térreo encontra-se a Aurora de Francesco Furini. Numa sala vizinha, o tecto é decorado pela tela de Jacopo Vignali com a Alegoria do Mecenato (Allegoria del Mecenatismo). Interessantes são também as três telas de Francesco Conti com as Alegorias da Paz, Fama e Fé Católica (Pace, Fama e Fede Cattolica), inseridas nos tectos de outras tantas salas entre faustosas molduras de estuque. Numa destas salas, os capitéis pênseis das abóbadas apresentam a insígnia comercial dos três papaveres dos Bartolini Salimbeni. Próxima ao jardim traseiro, uma saleta, que talvez em tempos tenha sido uma loggetta aberta, apresenta, na abóbada de berço, afrescos com grotescos e uma Assunta (Nossa Senhora) em péssimo estado de conservação, necessitada dum restauro que permita a sua leitura de outra forma muito comprometida, obra talvez de Volterrano.
Uma escadaria monumental leva ao primeiro andar, onde está presente uma grande sala de tecto duplamente alto na qual se abrem algumas das pequenas janelas circulares que se vêem na fachada. Numa sala do primeiro andar, um afresco atribuído a Annibale Gatti apresenta uma Alegoria da Poesia e da Música (Allegoria della Poesia e della Musica): Gatti foi um dos pintores que trabalhou em associação com o arquitecto Giuseppe Poggi. De facto, esta zona no primeiro andar foi reorganizada em meados do século XIX.

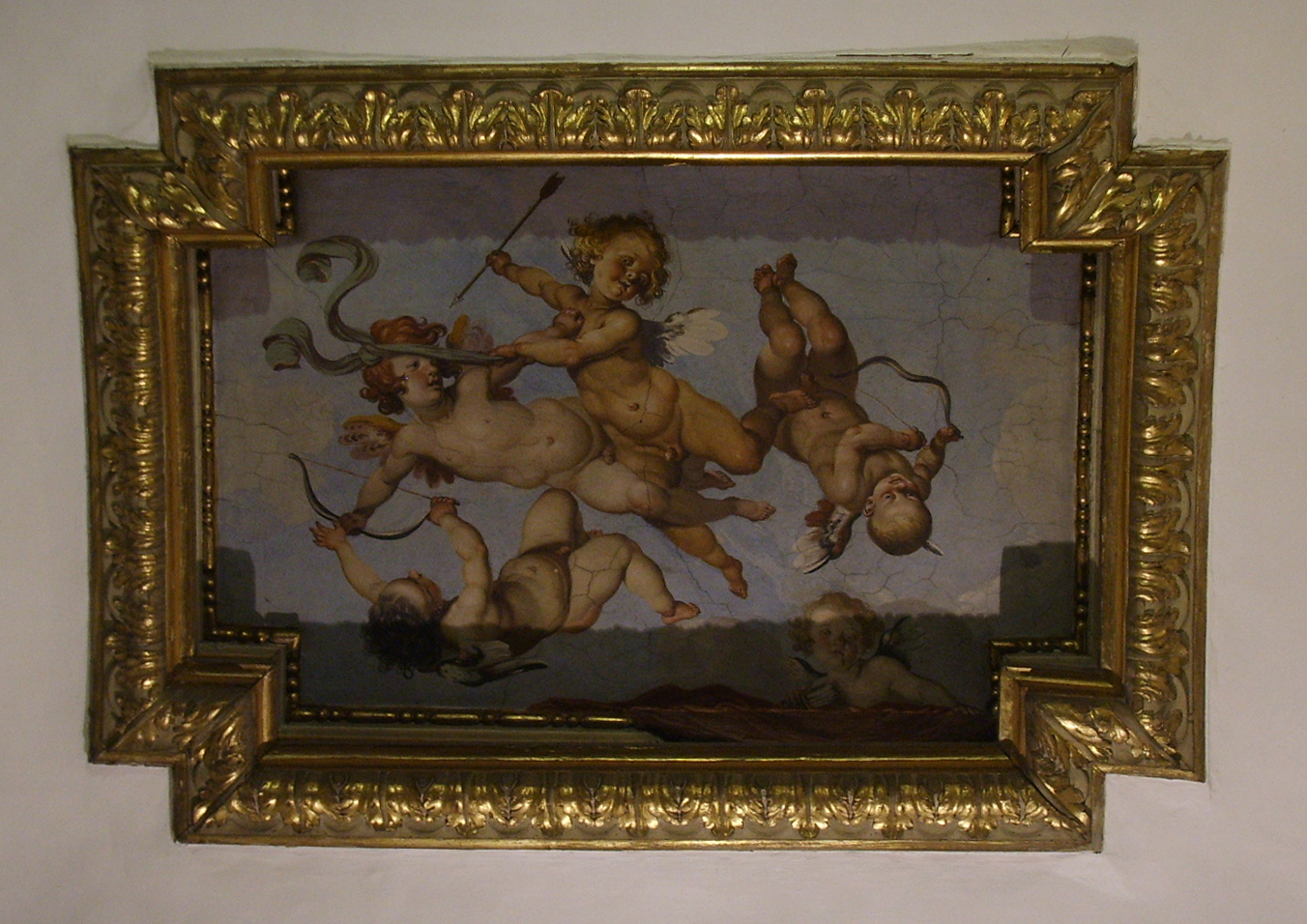
Puttini, de autor desconhecido
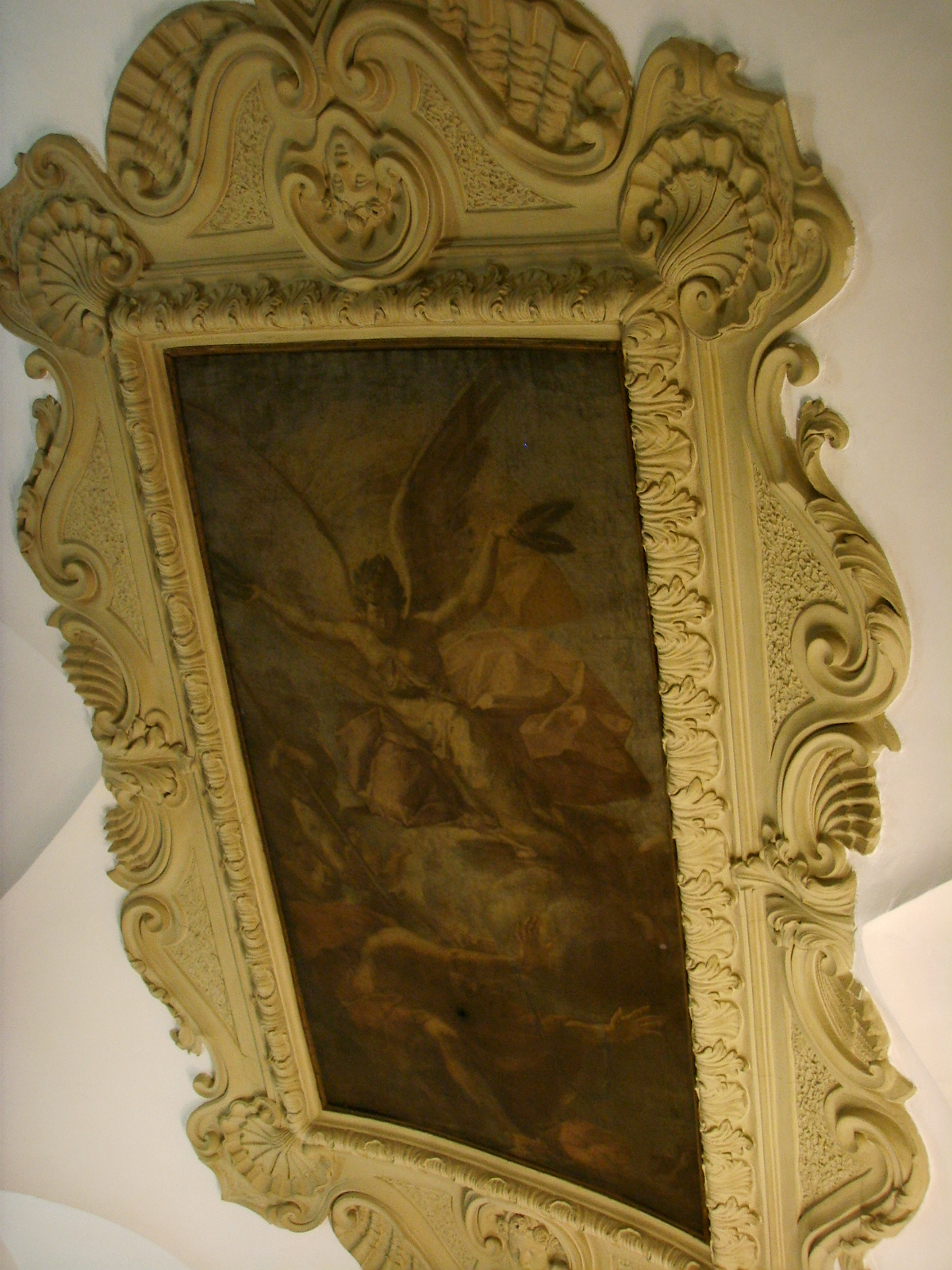
Allegoria della Pace, de Francesco Conti
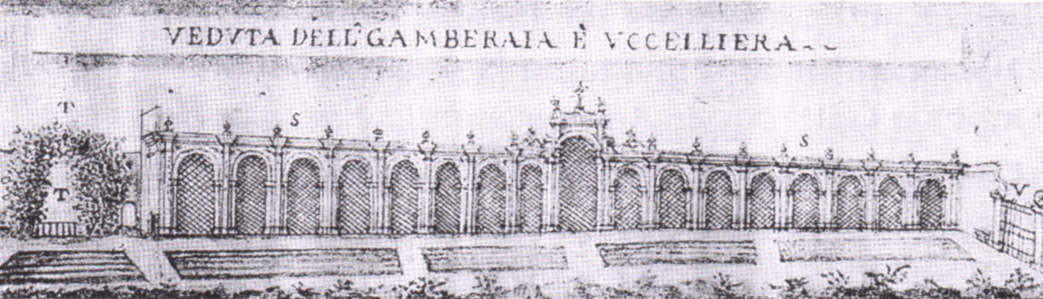
Uccelliera e gamberaia, antiga gravura oitocentista

## O jardim
Actualmente, o jardim do palácio não passa dum pálido eco daquele jardim grandioso que foi em tempos. Circundado por um muro de cintura, apresenta alguns canteiros geométricos à italiana e algumas essências arbóreas.
Antigamente, deste ponto desvendavam-se caminhos estelares que conduziam aos extremos do jardim e permitiam sugestivas vistas perspectivas decoradas por fontes, estátuas e outros elementos.